# Матчи сборной Петрограда по футболу (1918)
Сезон 1918 года стал 17-м в истории сборной Петрограда по футболу.
В нём сборная провела 1 официальный матч (товарищеский междугородний) и 1 неофициальный.

## Классификация матчей
По установившейся в отечественной футбольной истории традиции официальными принимаются
- Все соревновательные матчи[К 4] официальных турниров — чемпионатов СССР, Российской империи и РСФСР — во времена, когда они проводились среди сборных городов (регионов, республик), и сборная Санкт-Петербурга (Ленинграда) была субъектом этих соревнований; к числу таковых относятся также матчи футбольных турниров на Спартакиадах народов СССР 1956 и 1979 года.
- Междугородние товарищеские игры сборной сильнейшего состава без формальных ограничений[К 5] с адекватным по статусу соперником. Матчи с клубами Санкт-Петербурга и других городов, со сборными не сильнейшего состава и т. п. составляют другую категорию матчей.
- Международные матчи с соперниками топ-уровня — в составах которых выступали футболисты, входившие в национальные сборные либо выступавшие в чемпионатах (лигах) высшего соревновательного уровня своих стран — как профессионалы, так и любители[К 6]. Практиковавшиеся (в основном, в 1920—1930-х годах) международные матчи с так называемыми «рабочими» и им подобными по уровню командами, состоявшими, как правило, из неконкурентоспособных игроков-любителей невысокого уровня, заканчивавшиеся обычно их разгромными поражениями, отнесены в отдельную категорию матчей.

## Статистика сезона
| 1918      |                                 |     |
| Н (1)     | Петроград — «Замоскворецкий» КС | 3:1 |
| МГ 14     | Петроград — Москва              | 1:9 |
| Итого     |                                 |     |
| И В Н П М |                                 |     |
| 1 0 1 1−9 |                                 |     |
| 1 0 3−1   |                                 |     |

## Официальные матчи

### 32. Петроград — Москва — 1:9
Междугородний товарищеский матч 14 (отчет).
Разгромный счёт в матче объясняется тем, что перед игрой сборная Петрограда потеряла из-за болезни основного вратаря Александра Полежаева. На помощь петроградцам пришел К.Китман, бывший в то время в Москве проездом и из афиши узнавший о матче, но не имевший долгое время игровой практики.
| Петроград       | 1:9 (0:3) | Москва                                                             |
| --------------- | --------- | ------------------------------------------------------------------ |
| - Н.Гостев ~50′ |           | - 9′ М.Денисов - (0:2)′ (0:3)′ Канунников - Шапошников - Перницкий |

| Игрок                | Клуб          |     | Вышел на замену | Гол  |
| -------------------- | ------------- | --- | --------------- | ---- |
| Китман, Константин   | «Путиловский» | х 9 | 1               | (-9) |
|                      |               |     |                 |      |
| Гостев III, Георгий  | «Коломяги»    |     | 1               |      |
| Скобелев, Василий    | «Меркур»      |     | 2               |      |
|                      |               |     |                 |      |
| Филиппов IV, Георгий | «Коломяги»    |     | 4               |      |
| Батырев, Павел       | «Спорт»       |     | 2               |      |
| Москалёв, Павел      | «Меркур»      |     | 1               |      |
|                      |               |     |                 |      |
| Антипов, Пётр        | «Спорт»       |     | 1               |      |
| Варфоломеев, Пётр    | «Спорт»       |     | 1               |      |
| Иванов, Георгий      | «Меркур»      |     | 2               |      |
| Киселёв, Дмитрий     | «Меркур»      |     | 4               | 1    |
| Гостев II, Николай   | «Коломяги»    | Гол | 3               | 1    |

| Москва     |                       |
| ---------- | --------------------- |
| Шимкунас   |                       |
|            |                       |
| В.Потапов  |                       |
| М.Исаев    |                       |
|            |                       |
| Мастеров   |                       |
| К.Блинков  |                       |
| М.Романов  |                       |
|            |                       |
| Перницкий  | Гол                   |
| Н.Троицкий |                       |
| М.Денисов  | Гол · Гол · Гол       |
| Канунников | Гол · Гол · Гол · Гол |
| Шапошников | Гол                   |

## Неофициальные матчи
1. Междугородний матч
| 13 окт Неоф (1) | Петроград                               | 3:1 | «Замоскворецкий» КС | Поле «Замоскворецкого» КС              |
| | - Д.Киселёв (1:0)′ 90′ - Карнеев (2:0)′ |     | - ~80′ Шурупов      | Зрителей: 5000 Судья: Э.Фиала (Москва) |
| Петроград: Полежаев - Г.Филиппов, В.Фёдоров - Г.Филиппов, Батырев, П.Москалёв - Антипов, Д.Киселёв, Варфоломеев, Карнеев, Н.Гостев «Замоскворецкий» КС: Н.Лавров - С.Сысоев, Розенберг - М.Романов, К.Блинков, П.Лавров - Малюков, Шурупов, Исаков, Н.Никитин, С.Романов |                                         |     |                     |                                        |

## Комментарии
1. ↑  К.Есенин указывал для сборной Москвы только междугородние и международные матчи[1]
2. ↑  В реестре матчей сборной Санкт-Петербурга (Петрограда, Ленинграда), опубликованном группой ленинградских историков и статистиков под редакцией Н.Киселёва[2] учтены только междугородние матчи со сборными городов и республик
3. ↑  Г.Калянов предложил разделение матчей на официальные и товарищеские (для сборной Москвы)[3]
4. ↑  в том числе недоигранные и аннулированные, а также сыгранные с неформатными сборными и клубами — все матчи, объявленные как матчи официальных турниров
5. ↑  Матчи второй, третьей и т. д. (дублёров), а также ведомственных (например, сборной профсоюзов) сборных считаются неформатными. Тем не менее, междугородние матчи и «русской», и «английской» сборных Санкт-Петербурга и Москвы начала века, согласно установившейся традиции, учитываются историками[4][5][1] в их реестрах
6. ↑  Тем не менее, несколько международных матчей 1910-х годов с командами, формально не соответствующими строго данному критерию, но в игровом плане нередко подавляюще превосходившими сборные Санкт-Петербурга и Москвы, учтены[6][7] в их реестрах

### Периодика
- Материалы московской периодики 1918. История московского и подмосковного футбола — vk.com.
- «Русскiй спортъ» Москва 1918. НЭБ — rusneb.ru.